# Резолюция 3 на Съвета за сигурност на ООН
Резолюция 3 на Съвета за сигурност на ООН, приета на 4 април 1946 г., потвърждава, че съветските войски на иранска територия не могат да бъдат оттеглени навреме, за да се изпълнят крайните срокове, поставени в тристранните договори, но призовава СССР да изтегли тези части възможно най-скоро, а страните членки по никакъв начин да не възпрепятстват този процес. Освен това Съветът за сигурност настоява да бъде незабавно уведомен, ако се появят обстоятелства, възпрепятстващи евакуирането на съветските войски от иранска територия.
Резолюцията е приета с мнозинство от 9 гласа, като представителят на Австралия не гласува, а съветският представител гласува въздържал се.